# Kabuto Yakushi
Kabuto Yakushi (薬師 カブト, Yakushi Kabuto) é um personagem do mangá e anime Naruto, escrito e desenhado pelo mangaká Masashi Kishimoto. É um dos principais Antagonistas do mangá.
Seu nome pode derivar da última parte do nome japonês da planta ToriKabuto (鳥兜) ou da primeira parte do nome kabutogani (Límulo, caranguejo real), ou ainda do nome do capacete de um samurai. Com os seus companheiros de equipa, o yoroi e o tsurugi formam o trio armadura-Elmo-Espada.
Seu sobrenome, em vez disso, vem do nome japonês do Buda da medicina, bhaisajyaguru, yakushi nyorai Yakushi Nyorai (薬師如来).

## O personagem
Inicialmente, apresenta-se como um aliado dos principais protagonistas   acabando então por se tornar um dos maiores antagonistas do grupo, especialmente de Naruto Uzumaki. Ele usa óculos redondos da armação preta, um vestido roxo e traz o cabelo amarrado à cauda de cavalo.Traz consigo cartões ninja que contêm informações sobre os melhores ninjas de cada aldeia e os ninjas novatos.
Kabuto pode ser considerado o estereótipo do louco: pode transformar-se, em segundos, de rapaz educado a sádico. De forma semelhante ao orochimaru, ele gosta de brincar com seus inimigos, muitas vezes innervosendoli, lhe suas fraquezas e colocando-os perante os seus medos mais ocultos. Kabuto está fortemente ligado à figura de Orochimaru, mas muitas vezes vai contra os fins deste último, agindo por conta própria, como quando tenta matar o sasuke.A lealdade de kabuto em relação a orochimaru é tão forte Que, quando estes são absorvidos pelo Sasuke Uchiha, kabuto se instala algumas células daquele que "soube doar uma casa e uma identidade", para reencontrar finalmente o seu verdadeiro eu.
Kabuto, então, vai mudar completamente tornando-se uma espécie de novo orochimaru, adoptando algumas características, como a aparência de uma serpente e a forma de matar as suas próprias vítimas.Também muda o vestuário: uma Veste-se longa e vermelha com uma tampa da mesma cor. Além disso, o novo aspecto apresenta uma particularidade: Kabuto possui uma serpente que lhe sai do ventre, com o qual costuma interagir.Do seu antigo vestuário só resta os seus óculos redondos.

## História

### Antecedentes
Quando criança, depois de ter sido encontrado como único sobrevivente da destruição de uma aldeia, foi adoptado por uma freira que geria um orfanato e que, no passado, fazia missões de espionagem em nome da aldeia da folha. Kabuto tornou-se um aluno desta última e aprendeu com ela as artes médicas. Em seguida, encontrou Orochimaru, que ficou fascinado pelas suas habilidades. Para salvar os seus amigos e a mãe adoptiva, ele concordou em tornar-se um espião em nome de danzou. O ninja da folha deu-lhe muitas missões de espionagem, por causa das quais foi forçado a deslocar-se em várias aldeias, assumindo sempre identidades diferentes. Até que um dia foi atacado pela mesma mulher que considerava a sua mãe e a atingiu fatalmente: quando tentou curá-la, ela disse que não o reconheceu, e isso o abalou. À procura da sua identidade, foi encontrado por Orochimaru, que lhe explicou como o atentado à sua mãe foi obra de danço, que a enganou. Sem um propósito, kabuto juntou-se a orochimaru. Ao Cooperar, os dois descobrem que estão em sintonia, fazendo com que o Ninja Supremo o envolvesse nos seus planos mais secretos, com a máxima confiança. Foi-lhe atribuído, portanto, a identidade de uma criança adoptada pelo chefe da equipa médica de konoha e o apelido yakushi. Alguns anos depois, se-se na organização Alba e aqui foi controlado por sasori, através de uma técnica ilusória, para que pudesse espiar Orochimaru. Orochimaru derreteu a ilusão de que ele era submisso e fez o dobro do jogo em kabuto para controlar os planos da Akatsuki, porque ele se tornou traidor.

### Quarta guerra ninja
Após a assembleia dos kage, kabuto junta-se à Akatsuki e ao Tobi na quarta guerra ninja   com a promessa de que, no final da guerra, possa obter o corpo de um jovem uchiha vivo: Sasuke.
Como primeira missão é encarregado de capturar o assassino bee e naruto, mas devido à interferência do terceiro tsuchikage, kabuto opta pela captura de Yamato , a partir do qual obtém informações sobre as duas últimas forças de suporte e a possibilidade de melhorar A capacidade do exército dos clones de zetsu branco, graças à arte da madeira.
Por ocasião da guerra, kabuto reforça o exército de tobi com um grande número de ninjas famosos ressuscitados com a técnica da ressurreição e manda-os para a guerra contra o exército da aliança dos ninjas.Durante a guerra decide ficar Escondido e de controlar os ressuscitados de uma certa distância, decidindo deixar intactas as emoções de alguns, enquanto transforma outros indivíduos em perfeito fantoches assassinatos.Após a derrota de muitos que voltaram, kabuto decide aproveitar o seu cartão vencedor : Madara Uchiha   mostrado anteriormente ao tobi para convencê-lo a aceitar a sua proposta de aliança.
O seu esconderijo é descoberto por Itachi Uchiha, perseguido por sua vez pelo irmão Sasuke, que pretende forçar o kabuto a parar a técnica de ressurreição. Os três contratam um forte confronto, em que kabuto revela que atingiu o auge das experiências de orochimaru e que o superou, revelando que encontrou a caverna do dragão e descobriu o modo eremitica das serpentes brancas e se transformou num dragão. - Sim. Nesta forma parece capaz de enfrentar os irmãos uchiha, mas é derrotado por itachi, através da técnica proibida do Clã Uchiha chamada Izanami. Mais tarde, através da sua carne e do sinal maldito de anko, Sasuke ressuscita orochimaru que recupera seu chakra que tinha corroído o corpo de kabuto até que ele voltasse humano.
Depois, depois de perceber que cometeu tantos erros e finalmente encontrou o seu verdadeiro "eu", se-se de izanami e corre para o campo de batalha onde socorrem o Sasuke. Explica ao seu mestre orochimaru que encontrou a sua verdadeira identidade e decide ajudar a aliança. Em seguida, juntamente com todos os outros ninjas, é coagido pelo tsukuyomi infinito, mas será libertado uma vez que naruto e Sasuke derrotaram kaguya e dissolvem a ilusão.

### Epílogo
Alguns anos depois, da guerra kabuto tornou-se o novo director do orfanato da aldeia da folha, gerido juntamente com o velho amigo urushi.

## Capacidade ninja
Kabuto é um bom ninja médico. Suas habilidades consistem em usar técnicas médicas como técnicas ofensivas, permitindo que você mate o adversário com um único tiro se necessário. Além disso, possui uma capacidade de auto-cura extraordinária que lhe permite regenerar qualquer dano abaixo de um determinado limite. Orochimaru utiliza as habilidades de kabuto em suas experiências, principalmente para manter suas cobaias vivas.
Como o seu mestre, as especialidades de kabuto são as técnicas proibidas Técnica proibida (禁術, Kinjutsu) sobre as almas, as serpentes e, a partir da segunda série, os mortos. Com efeito, depois de ter as células de Orochimaru, kabuto aprendeu e melhorou a técnica de ressurreição, levando-a a um nível superior ao dos seus antecessores.
Ele conhece muito bem as técnicas do seu mestre, como demonstra a captura do yamato para reforçar o exército dos zetsu brancos e, graças aos seus conhecimentos médicos e aos anos passados ao serviço de Orochimaru, foi capaz de criar uma segunda Versão de manda, com o qual derruba a ilha tartaruga em que se encontram naruto uzumaki e Killer Bee.
Apresenta também uma serpente que sai do seu umbigo capaz de sentir as pessoas, como demonstrado na ilha tartaruga quando encontra as duas forças portadoras.
Além disso, graças aos seus estudos anteriores ao confronto entre o sasuke e o orochimaru, conseguiu obter os mesmos poderes de suigetsu, Karin e jugo. Ele consegue transformar o seu corpo em água e vice-versa; aumentou enormemente as suas capacidades de regeneração, graças ao poder da Karin, dotada de uma grande força vital como membro do Clã Uzumaki; sob a liderança do grande sábio das serpentes, A capacidade de absorver a energia natural como juugo mas, ao contrário dele, é capaz de controlar perfeitamente esse poder, por isso, em vez de se transformar em um monstro louco, é capaz de usar uma variante do modo eremitica: Graças a este modo pode cobrir os Seus olhos com a especial córnea da serpente que o protege das artes ilusórias do sharingan; é também capaz de dar vida aos elementos inanimados à sua volta e, como para o modo eremitica de Naruto, seus reflexos e suas capacidades físicas aumentam enormemente - Sim. Se Naruto e jiraya ficaram sapos com a sua versão, kabuto torna-se um dragão (como ele próprio afirma) e, na verdade, é coberto por uma segunda pele branca mais dura e compacta do que a de cobra e crescem os chifres no cabo que lhe permitem Localizar os inimigos sem ter de os ver ou ouvir.
Uma vez que desde pequeno desempenhou o papel de infiltrado para danço, fazendo com que ele próprio o temia, de acordo com o itachi, ele possui habilidades de espião superior a qualquer pessoa que conheça.
Durante o confronto com o sasuke e o itachi, no final do flashback em seu passado, kabuto revela as outras habilidades que adquiriu em seu trajeto da busca de si mesmo. Mostra que adquiriu a capacidade dos membros do quinteto do som: a capacidade de se fundir com outros corpos (através dos estudos realizados em sakon), os poderes da arte da terra (através de jirobo), a manipulação de aranhas (através de kidomaru), as Habilidade ilusórias através da melodia da flauta demoníaca (obtida a partir de estudos sobre taiuiá), a habilidade inata da manipulação óssea (através de kimimaro). Para além disso, demonstra ter obtido o pleno controlo dos poderes da serpente branca (no final dos estudos sobre orochimaru). Tudo isto é testemunhado pelo aparecimento no abdómen de kabuto dos espartilhos de todos os indivíduos que estiveram na base da sua pesquisa.

## Outros meios de comunicação
Kabuto aparece em muitos jogos de vídeo entre os quais a série de Naruto: Clash of Ninja e a série de Naruto: Ultimate Ninja. Kabuto Desempenha um papel de grande importância em Naruto: Clash of ninja revolution 2 onde ordena a proibição e os seus homens de atacar a aldeia da folha. Em seguida, ele luta contra naruto, sendo derrotado por um rasengan deste último. Aceite a derrota, kabuto foge, garantindo que a próxima reunião irá terminar de forma diferente.
No manga Naruto aparece a sua paródia: "Kabutops" que se refere ao mesmo Pokémon, um dos Pokémon.